# Сусат (хутор)
Сусат — хутор в Семикаракорском районе Ростовской области.
Административный центр Сусатского сельского поселения.

## География
Хутор расположен на одноимённой реке.

## История
Сусат является одним из старейших хуторов — в 1999 году он отметил своё 600-летие. В переводе с тюркских языков название «сусат» означает чистая вода.

## Население
| 2010 |
| ---- |
| 1764 |

## Улицы
| - ул. Гагарина, - ул. Дорожная, - ул. Мира, - ул. Молодёжная, - ул. Песчаная, - ул. Пузикова, | - ул. Речная, - пер. 1-й, - пер. 2-й, - пер. 3-й, - пер. 4-й, - пер. Строителей. |

## Достопримечательности
- Церковь Вознесения Господня
- Древнее поселение «Сусатское-1»[2]